# Vóng Ká-vaj
Vóng Ká-vaj (Wong4 Gaa1 Wai6) (egyszerűsített kínai írással: 王家衞, gyakori átírásban: Wong Kar-Wai, Sanghaj, 1958. július 17. –) César-díjas hongkongi filmrendező, forgatókönyvíró és producer. Vóng (Wong4) szerzői filmes, a hongkongi filmművészet kiemelkedő alakja. A Sight & Sound 2002-es legjobb modern filmrendezőit rangsoroló listáján a harmadik helyen szerepelt.
Vóng (Wong4) Sanghajban született, de családjával még gyermekkorában Hongkongba költözött. Karrierjét szappanoperák forgatókönyvírójaként kezdte, mielőtt 1988-ban megrendezte első filmjét, az Ahogy peregnek a könnyek című bűnügyi drámát. Miután a film Hongkongban sikeresnek bizonyult, Vóng (Wong4) a bűnügyi műfajtól eltávolodva személyesebb filmeket kezdett készíteni. Első ilyen jellegű filmje, a Vadító szép napok (1990) bár pénzügyi bukás volt, kritikai sikereket ért el, és elnyerte az 1991-es Hong Kong Film Awards legjobb film és legjobb rendező díját. Következő filmje, az Emlékekre hangolva (1994) vegyes fogadtatásban részesült cselekménytelensége és a vuhszia műfajától szokatlan megközelítésmódja miatt.
Az Emlékekre hangolva elhúzódó elkészítése kimerítette Vóngot (Wong4-ot), így következő filmje a könnyedebb Csungking expressz  (1994) lett, amelynek köszönhetően a rendező nemzetközileg is ismertté vált. A film elnyerte a legjobb film és legjobb rendező díját az 1995-ös Hong Kong Film Awardson. Nemzetközi népszerűségét Vóng (Wong4) 1997-es Édes2kettes című filmjével erősítette meg, amellyel elnyerte a legjobb rendezés díját az 1997-es cannes-i filmfesztiválon.
2000-ben bemutatott Szerelemre hangolva című drámája képi világa és cselekményvezetése miatt hangos kritikai siker lett. Későbbi művei közül a 2046 és A nagymester több nemzetközi díjat is kiérdemelt.

## Rendezett nagyjátékfilmek
- Ahogy peregnek a könnyek (Vóng kók khá mún (Wong6 gok3 kaa1 mun4), 1988)
- Vadító szép napok (Á féj cing chűn (Aa3 fei1 zing3 cyun4), 1990)
- Csungking expressz (Chung hing szam lam (Cung4 hing3 sam1 lam4), 1994)
- Emlékekre hangolva/Az idő homokja (Tung che szaj tuk (Dung1 ce4 sai1 duk6), 1994)
- Bukott angyalkák (Tó lók thín szaj (Do6 lok6 tin1 sai2), 1995)
- Édes2kettes (Chön kvóng cá szít (Ceon1 gwong1 zaa3 sit3), 1997)
- Szerelemre hangolva (Fá jőng nín vá (Faa1 joeng6 nin4 waa4), 2000)
- 2046 (2046, 2004)
- My Blueberry Nights – A távolság íze (My Blueberry Nights, 2007)
- A nagymester (Jat tój cung szi (Jat1 doi6 zung1 si1), 2013)

## Fordítás
- Ez a szócikk részben vagy egészben  a   Wong Kar-wai című angol Wikipédia-szócikk ezen változatának fordításán alapul.  Az eredeti cikk szerkesztőit annak laptörténete sorolja fel. Ez a jelzés csupán a megfogalmazás eredetét és a szerzői jogokat jelzi, nem szolgál a cikkben szereplő információk forrásmegjelöléseként.